# Канагёл
Канагёл (болг. Канагьол, рум. Canora) — река в Болгарии и Румынии, правый приток Алмалэу. Длина — 110 км, площадь водосборного бассейна 1745 км².

## Название
В античности Атлас, в средневековье Дристра.

## Течение
Протекает по историческим регионам Лудогорие и Добруджа. Берёт начало с Самуиловских высот. Основное направление течения — северо-восток. Бо́льшую часть течения протекает по территории Болгарии. На территории Румынии впадает в озеро Буджак, имеющее сток в Дунай через реку Алмалэу.
Долина имеет каньоновидный характер, образована аптским известняком и лёссом. Водный режим непостоянен. Ниже Каолинова пересыхает.